# Stichodactyla
Genre
Stichodactyla  est un genre d'anémones de mer de la famille des Stichodactylidés.

## Liste d'espèces
Selon World Register of Marine Species (13 mars 2012) :
- Stichodactyla gigantea (Forskål, 1775)
- Stichodactyla haddoni (Saville-Kent, 1893) — Anémone de Haddon
- Stichodactyla helianthus (Ellis, 1768) — Anémone-soleil
- Stichodactyla mertensii Brandt, 1835 — Anémone de Mertens
- Stichodactyla tapetum (Hemprich & Ehrenberg in Ehrenberg, 1834)

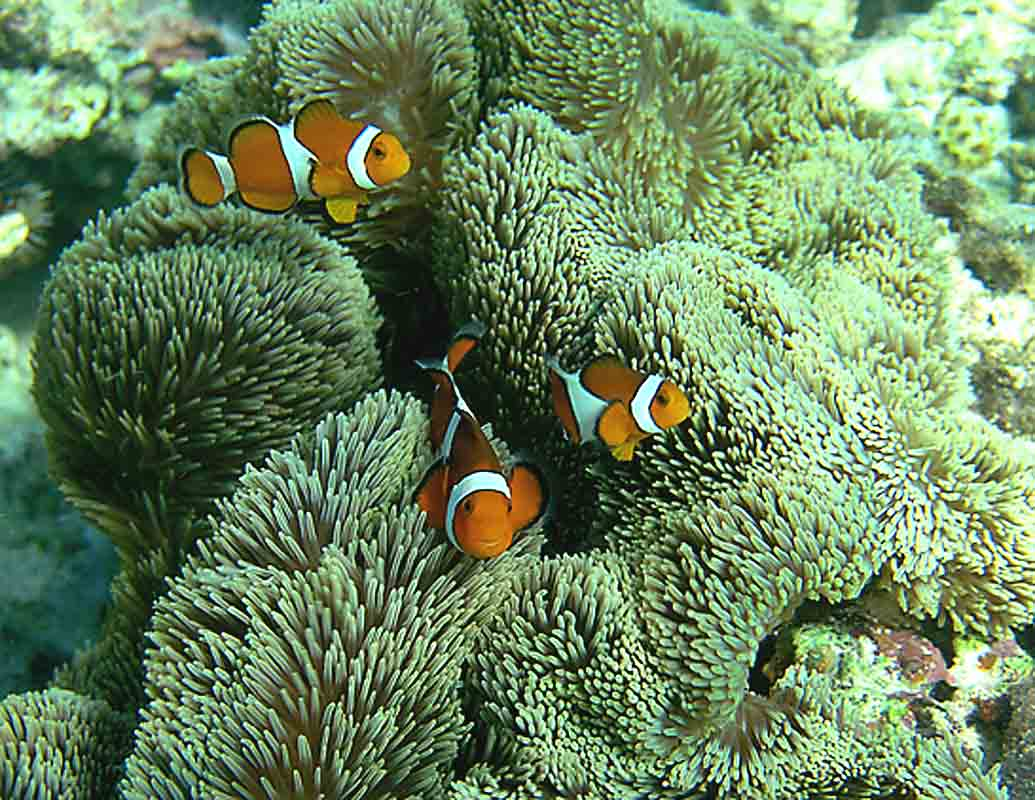
Stichodactyla gigantea
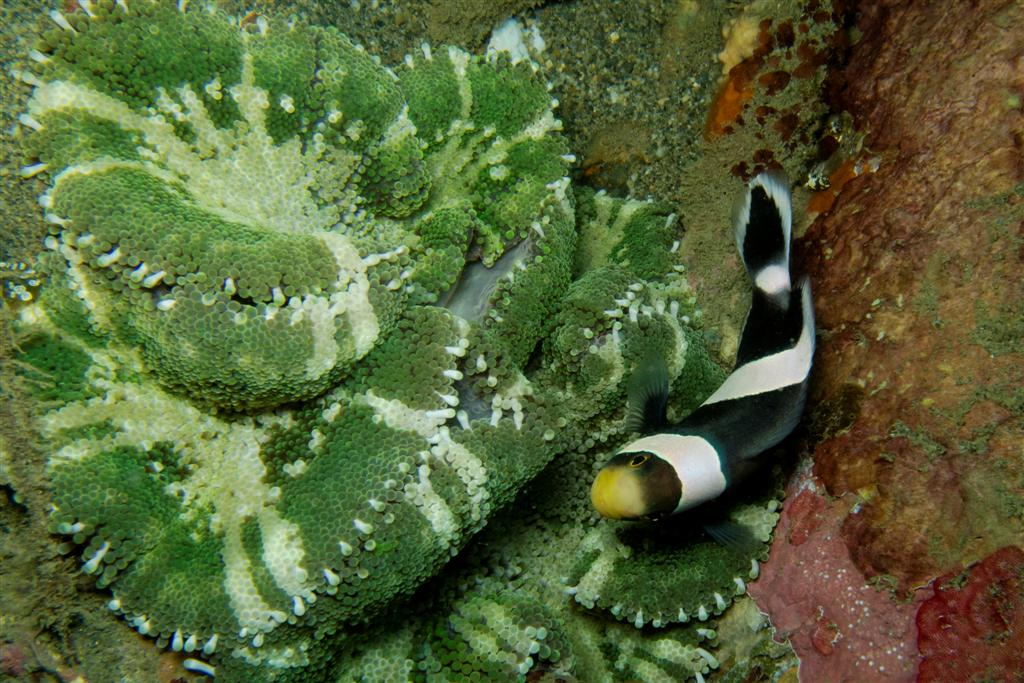
Stichodactyla haddoni
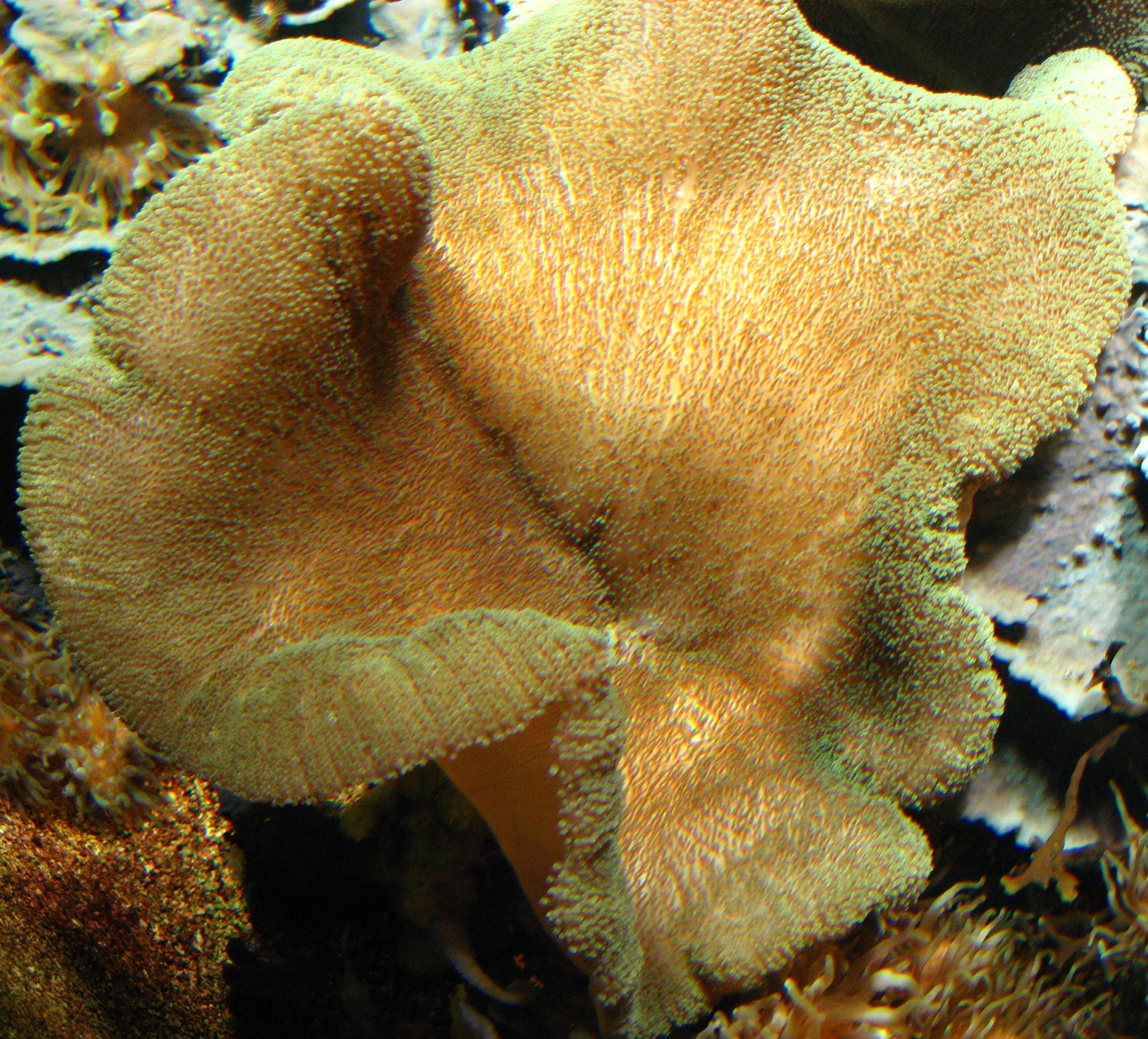
Stichodactyla helianthus
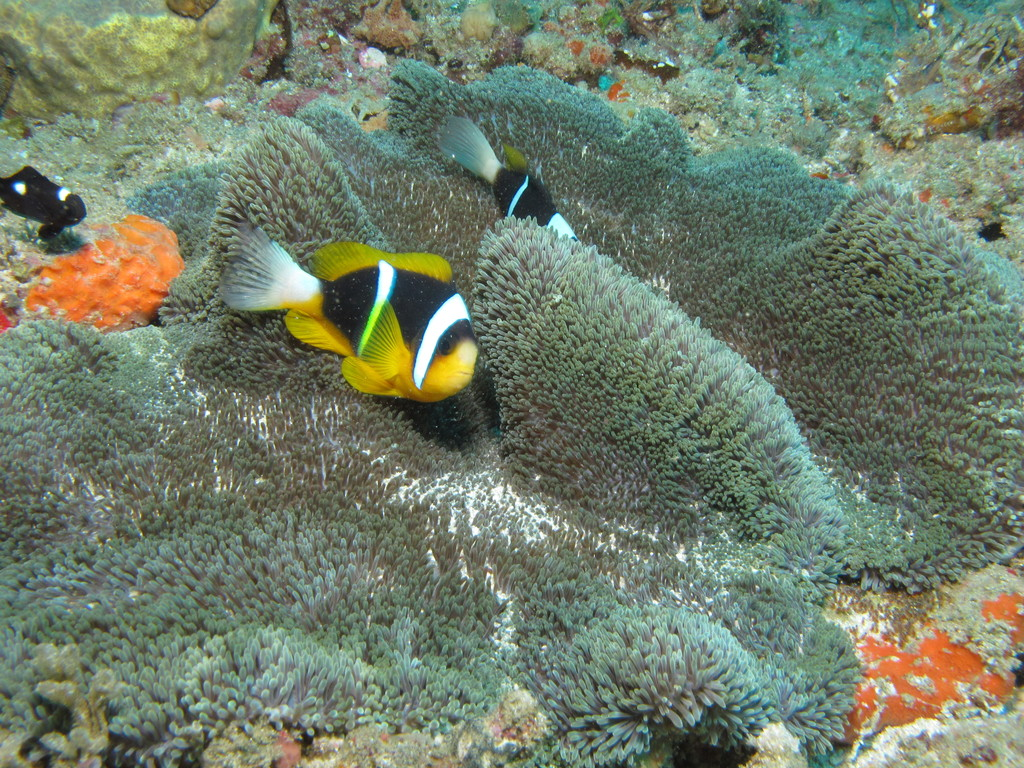
Stichodactyla mertensii
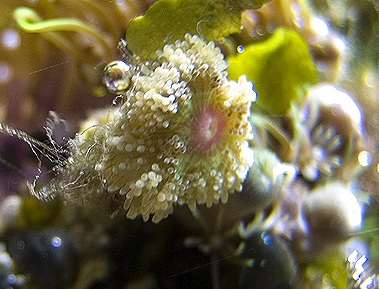
Stichodactyla tapetum